# Segnale di dare precedenza

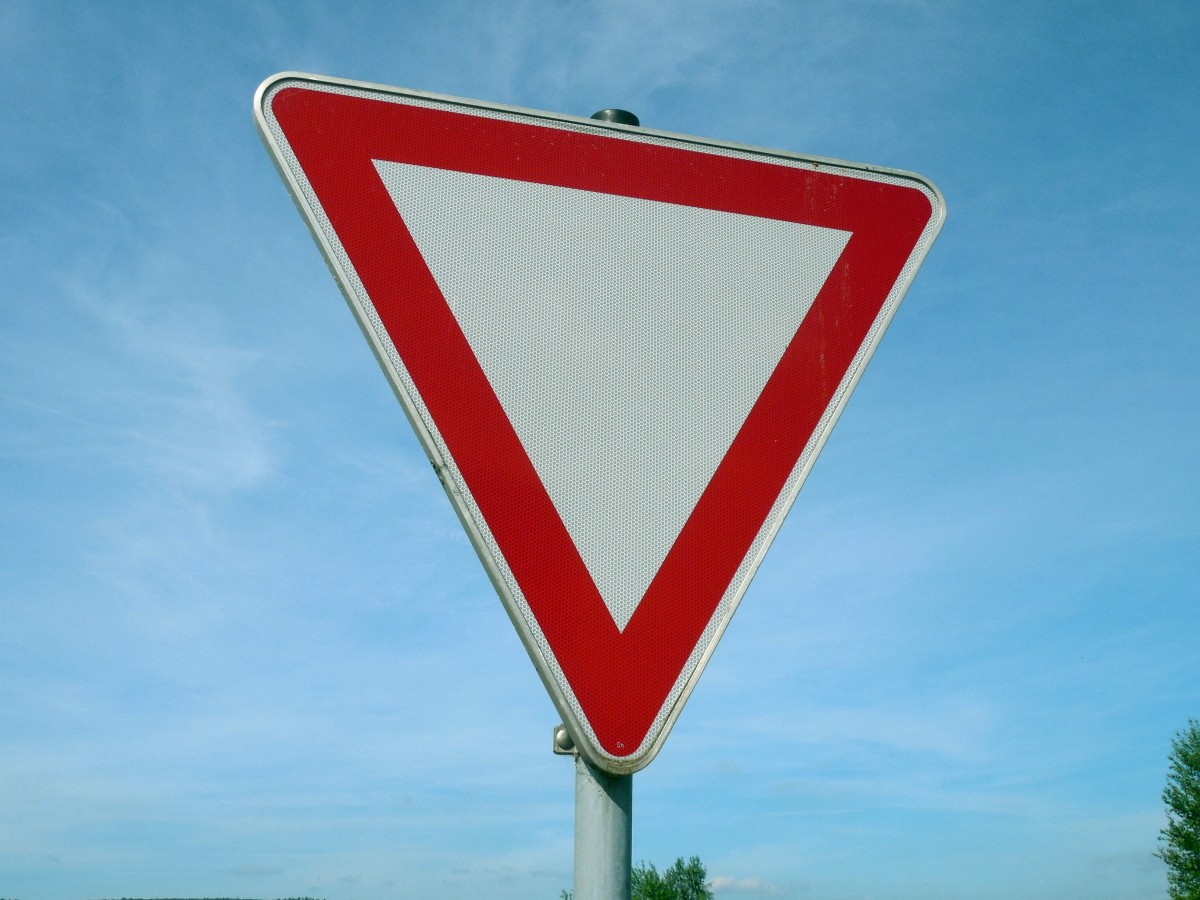
Un segnale di dare precedenza conforme allo standard internazionale.

Il segnale di dare precedenza è un segnale stradale che indica l'obbligo di concedere la precedenza ai veicoli della strada in cui si va ad immettersi in un'intersezione a raso. Si differenzia dal segnale di stop perché quest'ultimo prevede l'obbligo aggiuntivo di arrestarsi completamente per almeno un istante all'intersezione, anche quando non sopraggiungono veicoli a cui dare la precedenza.

## Forma
Secondo la Convenzione di Vienna sulla segnaletica stradale, lo standard internazionale per la segnaletica moderna, il segnale di dare precedenza è composto da un triangolo equilatero rovesciato con un bordo rosso e uno sfondo bianco oppure giallo. I singoli Paesi hanno facoltà di autorizzare l'aggiunta di testo all'interno del segnale e di definire le caratteristiche costruttive e di installazione del segnale stesso.

## Segnaletica stradale in Italia

Il segnale italiano di dare precedenza.

Il Codice della strada italiano cataloga il segnale di dare precedenza nella categoria dei segnali di prescrizione, nella sottocategoria segnali di precedenza; tra i segnali a forma triangolare italiani è l'unico rivolto verso il basso anziché verso l'alto.
Il segnale è la figura II 36 del Regolamento di attuazione del Codice della strada e ha la seguente definizione:
«Indica ai conducenti l'obbligo di dare la precedenza ai veicoli che circolano nei due sensi sulla strada sulla quale essi stanno per immettersi o che vanno ad attraversare»
Il segnale deve inoltre essere completato, quando possibile, dalla specifica segnaletica orizzontale composta da una striscia trasversale di piccoli triangoli e da un triangolo più grande che richiama il segnale verticale.
Per indicare infine un preavviso di dare precedenza, il segnale verticale deve essere integrato dai pannelli di distanza; eccezionalmente per il segnale di dare precedenza, il pannello integrativo deve essere posto immediatamente sopra il segnale stesso e non al di sotto, come avviene normalmente.
Dal 1959 al 1992, il segnale di dare precedenza rientrava nella categoria dei segnali di pericolo e il bordo rosso risultava più sottile.